# Batman Beyond (DC Comics)
O conceito Batman Beyond (em português: Batman do Futuro)—estrelando o personagem fictício Terry McGinnis como Batman e baseado na série de televisão de mesmo nome—tem aparecido originalmente nos Estados Unidos em várias publicações da DC Comics. As séries publicadas foram, uma minissérie de 6 edições em 1999, uma série de 24 edições entre 1999 e 2001, o arco de história em quadrinhos "Hush" de 2010 da DC Comics, e uma série regular de oito edições em 2011. Houve também uma série de curta duração intitulada Batman Beyond Unlimited que tornou-se a quinta série. Batman Beyond 2.0 (2013) foi a sexta série dedicada ao personagem.

## Histórico da publicação

### Batman Beyond Vol. 1 & Vol. 2 e DCAU (1999–2001)
Os primeiros quadrinhos inspirados no Batman do Futuro foi uma minissérie de seis edições lançada em março de 1999 (inédita no Brasil) pela DC Comics e encerrada em agosto de 1999. As duas primeiras edições são adaptações do episódio de duas partes, Renascimento, da série de televisão de mesmo nome, enquanto que as outras quatro, são histórias originais. O personagem central da série é Terry McGinnis, o sucessor do agora idoso Bruce Wayne, que assumiu o manto do Batman. Batman Beyond ganhou sua própria série regular de quadrinhos, publicada de novembro de 1999 até outubro de 2001, num total de 24 edições (inédita no Brasil). E assim como a série de televisão, os quadrinhos do segundo volume tinham como objetivo, os jovens.
Originalmente, Batman Beyond #3 (a série mensal) seria focada no Terrific Trio do episódio "Heroes" ["Heróis"] da primeira temporada da série de televisão, Batman Beyond. A história mostraria 2-D Man e Magma tentando reviver seu ex-companheiro de equipe, Freon. Mas acabou sendo rejeitado devido às semelhanças com o Quarteto Fantástico.
Terry também apareceu em Superman Adventures #64. Na ocasião, Terry/Batman viaja para o presente e alia-se com o Superman contra uma versão futurista de Brainiac.
Uma adaptação para os quadrinhos do filme de animação Batman Beyond: Return of the Joker foi lançada em 2001.

#### Coletâneas
- Batman Beyond: Reimpressões de #1–6 da minissérie. Fevereiro de 2000. SC: ISBN 1-56389-604-4.[2]
- DC Comics Presents Batman Beyond #1: Reimpressões de #13–14 e #21–22 da série mensal. Fevereiro de 2010. SC.[3]

#### Aparição no Universo DC

##### Cameos
O conceito de Batman Beyond fez sua primeira incursão na continuidade regular da DC Comics nas páginas de Superman/Batman #22–23 (escrita por Jeph Loeb). Na edição #22, Bizarro é transportado para uma realidade alternativa em algum lugar no hiper-tempo que lembrava a Gotham City futurista de Batman Beyond, com Batman do Futuro em ação com o traje preto e vermelho da animação de 1999 e o Batplano da série original de animação de 1992. Na edição #23, este Batman é chamado de "Tim", durante um contato contato por rádio com Bruce Wayne. O cameo foi o suficiente para a DC criar uma action figure do personagem pela primeira vez em anos, identificando o Batman do Futuro como "Tim Drake";
Em 3 de março de 2007, Dan DiDio anunciou que Terry McGinnis poderia aparecer no UDC daquele ano. Terry apareceu em Countdown to Final Crisis #21, do universo da Terra-12.
O personagem também fez um cameo em Justice League of America #43, que foi lançado em maio de 2010.

##### Continuidade contemporânea
Terry McGinnis tornou-se parte do cânone do Universo DC principal em Batman #700 (Junho de 2010), que retrata a vida dos muitos homens que vestiram o manto do Batman, começando com Bruce Wayne como Batman e Dick Grayson como Robin, após um salto temporal vemos Dick como Batman e Damian Wayne como Robin, após um segundo salto no tempo vemos Damian como Batman sendo mentor do jovem Terry McGinnis e finalmente vemos Terry como Batman após um terceiro salto temporal, e em seguida, após Terry pode-se ver outras versões futuristas de Batman, porém de futuros distantes, respectivamente Batman 3000, Batman 3051 e Batman Um Milhão.
Superman/Batman Annual #4 (2010) é uma edição única de grandes dimensões, Terry apareceu ao lado de Superman, depois de sua primeira reunião em conjunto que ocorreu no DCAU ("Universo DC Animado"), e também combinando com o UDC. Terry fez sua estreia nos Novos 52 na maxi-série de 2014, The New 52: Futures End.

### Batman Beyond Vol. 3 (2010)
O terceiro volume de Batman Beyond foi uma minissérie de 6 edições, publicada de agosto de 2010 a janeiro de 2011 (inédita no Brasil). Foi uma tentativa de unir o universo animado da DC da série de televisão Batman Beyond com a continuidade principal do Universo DC. A minissérie foi escrita por Adam Beechen, escritor indicado ao Emmy Award, e desenhada por Ryan Benjamin. Beechen declarou que o arco do seu quadrinho abrirá a porta para o "lendário" DCAU entrar no canônico Universo DC dos quadrinhos, ligando as duas continuidades. A história mostra Terry McGinnis, o futuro Batman, agora um herói já experiente, e seu mentor Bruce Wayne, o Batman anterior, lidando com a sua tensa relação com as exigências do papel de Batman, quando surge um novo assassino com laços com o passado do Cavaleiro das Trevas original.

### Batman Beyond Vol. 4(2011)
Em janeiro de 2011, foi lançada a quarta série de Batman Beyond (inédita no Brasil). A série regular composta por 8 edições foi encerrada em agosto de 2011 em virtude do reboot Os Novos 52 e da saga Flashpoint. O quadrinho era composto por duas histórias principais: a primeira era focada na Liga da Justiça do Futuro e no Mestre da Matéria do futuro. A segunda história mostrou o retorno de Blight, o vilão original de Terry. Duas edições também mostraram detalhes dos personagens Max Gibson e Inque, cujas origens foram reveladas. Algumas tramas da narrativa não foram terminadas e foram deixadas para o relançamento de 2012. Ainda em 2011, uma one-shot de quadrinhos intitulado Superman Beyond #0 foi lançado, no qual Terry McGinnis faz um cameo.

### Batman Beyond Vol. 5&Vol. 6 Digital comics(2012–2014)

#### Os novos quadrinhos digitais
O universo Beyond ["Futuro"] retornou em versão digital, que também eram publicadas mensalmente em versão impressa como quadrinho regular de 48 páginas intitulado Batman Beyond Unlimited. Este título mensal incluía Batman Beyond, Justice League Beyond e Superman Beyond.
Superman Beyond deixou de ser publicado no 20º lançamento digitil, em junho de 2013. Justice League Beyond deixou de ser publicado na 25ª edição digital, em junho de 2013. Batman Beyond finalmente foi interrompido com a publicação da 29ª edição digital, em julho de 2013.

#### Batman Beyond 2.0eJustice League Beyond 2.0
Depois do cancelamento de Batman Beyond Unlimited, a linha Beyond foi relançada. A partir de agosto de 2013, Batman Beyond 2.0 e Justice League Beyond 2.0 começaram a ser publicados, onde cada título digital recebeu novas equipes criativas. A versão impressa foi relançada como Batman Beyond Universe, a nova série se passava um ano depois de Batman Beyond Unlimited. Terry agora era um calouro na Universidade de Gotham e tinha mais experiência como Batman. Uma de suas colegas de turma é Melanie Walker. Terry não estava mais trabalhando como Bruce, em vez disso, agora era Dick Grayson sentado no computador. A Liga da Justiça também lidou com o Superman depois que seus poderes ficaram incontroláveis, e um velho amigo do seu passado também retorna. Após o arco final 'Justice Lords Beyond', a série foi concluída em 2014.

### Batman Beyond Vol. 7(2015–2016)
A DC Comics anunciou que outra série regular de Batman Beyond será lançada em junho de 2015. Com as histórias sendo ambientadas em um novo futuro. Após a conclusão de The New 52: Futures End, Tim Drake será o protagonista no lugar de Terry McGinnis, que se instala no período de tempo de Terry e ajudar a criar McGinnis na ausência do irmão. A primeira edição foi escrita por Dan Jurgens com desenhos de Bernard Chang. A série foi concluída depois de 16 edições devido à reformulação Renascimento.

### Batman Beyond Vol. 8 (2016–presente)
A DC Comics anunciou que outra série regular de Batman Beyond será lançada em outubro de 2016. Ambientada após a série anterior, com Terry McGinnis retornando como protagonista. A série está sendo escrita por Dan Jurgens e desenhada por Bernard Chang.

## Publicação no Brasil
Em português, os 6 primeiros volumes originais da série (1999–2015) continuam inéditos no Brasil. Já a sexta série foi publicada integralmente no Brasil pela editora Panini Comics entre abril de 2016 e março de 2017, sendo distribuída como parte do mix de séries da revista mensal Batman (2ª Série)[carece de fontes?] e continuada na edição especial Batman do Futuro: Choque de Identidade.
| Revista                                | Data de publicação                                                  | Histórias originais                                  |
| -------------------------------------- | ------------------------------------------------------------------- | ---------------------------------------------------- |
| Batman (2ª Série) nºs 43–48, 50–52     | Abril de 2016 — Setembro de 2016 Novembro de 2016 — Janeiro de 2017 | Batman Beyond Vol. 6 #1–6 Batman Beyond Vol. 6 #7–11 |
| Batman do Futuro: Choque de Identidade | Março de 2017                                                       | Batman Beyond Vol. 6 #12–16                          |

As edições originais do oitavo volume da série vão ser publicados em língua portuguesa pela Panini Comics, a partir de setembro de 2017, através do encadernado Batman do Futuro Vol. 1 que faz parte da fase Renascimento.
| Revista                 | Data de publicação | Histórias originais                                    |
| ----------------------- | ------------------ | ------------------------------------------------------ |
| Batman do Futuro Vol. 1 | Setembro de 2017   | Batman Beyond: Rebirth #1, Batman Beyond (Vol. 7) #1–5 |
| Batman do Futuro Vol. 2 | Março de 2018      | Batman Beyond (Vol. 7) #7–12                           |

## Coletâneas
Numerosas minisséries foram reimpressas sob o mesmo título como coleções. Esta secção lista apenas as reimpressões das séries regulares. Todos foram publicados em encadernados com capa cartão, salvo indicação em contrário.
| Título                                         | Material coletado                                                                 | Data de publicação | ISBN                |
| ---------------------------------------------- | --------------------------------------------------------------------------------- | ------------------ | ------------------- |
| Batman Beyond: Hush Beyond                     | Batman Beyond vol. 3 #1–6                                                         | Março de 2011      | ISBN 978-1401229887 |
| Batman Beyond: Industrial Revolution           | Batman Beyond vol. 4 #1–8                                                         | Janeiro de 2012    | ISBN 978-1401233747 |
| Batman Beyond: 10,000 Clowns                   | Batman Beyond Unlimited (Batman Beyond vol. 5) #1–13                              | Maio de 2013       | ISBN 978-1401240349 |
| Batman Beyond: Batgirl Beyond                  | Batman Beyond Unlimited (Batman Beyond vol. 5) #14–18 e Batman Beyond Vol. 2 #1–2 | Abril de 2014      | ISBN 978-1401247539 |
| Batman Beyond 2.0 Vol. 1: Rewired              | Batman Beyond Universe (Batman Beyond vol. 6) #1–8                                | Novembro de 2014   | ISBN 978-1401250607 |
| Batman Beyond 2.0 Vol. 2: Justice Lords Beyond | Batman Beyond Universe (Batman Beyond vol. 6) #9–12                               | Março de 2015      | ISBN 978-1401254643 |
| Batman Beyond 2.0 Vol. 3: Mark of the Phantasm | Batman Beyond Universe (Batman Beyond vol. 6) #13–16                              | Setembro de 2015   | ISBN 978-1401258016 |
| Os Novos 52                                    |                                                                                   |                    |                     |
| Batman Beyond Vol. 1: Brave New Worlds         | Batman Beyond vol. 7 #1–6 além do DC Sneak Peak: Batman Beyond                    | Março de 2016      | ISBN 978-1401261917 |
| Batman Beyond Vol. 2: City of Yesterday        | Batman Beyond vol. 7 #7–11                                                        | Setembro de 2016   | ISBN 978-1401264703 |
| Batman Beyond Vol. 3: Wired for Death          | Batman Beyond vol. 7 #12–16 além do Sneak Peak de Batman Beyond: Rebirth #1       | Fevereiro de 2017  | ISBN 978-1401270391 |
| Renascimento                                   |                                                                                   |                    |                     |
| Batman Beyond Vol. 1: Escaping the Grave       | Batman Beyond: Rebirth #1, Batman Beyond vol. 8 #1–5                              | Junho de 2017      | ISBN 978-1401271039 |